# Chloropsis cochinchinensis
El verdín aliazul (Chloropsis cochinchinensis) es una especie de ave paseriforme de la familia Chloropseidae propia del sur este de Asia, desde el sur de China hasta Java.

## Subespecies
- Chloropsis cochinchinensis chlorocephala
- Chloropsis cochinchinensis kinneari
- Chloropsis cochinchinensis auropectus
- Chloropsis cochinchinensis serithai
- Chloropsis cochinchinensis moluccensis
- Chloropsis cochinchinensis viridinucha
- Chloropsis cochinchinensis cochinchinensis